# Jatakarman
Le Jatakarman est une cérémonie de l'hindouisme qui concerne les bébés lorsqu'ils viennent de naître. Il est classé dans les samskaras de cette foi. S'inscrivant dans la vie religieuse de l'humain et de la famille, ce rite est axé sur trois principes: souhaiter et de l'intelligence, et de la force, et la longévité au nouveau-né. Ces trois vœux des parents s'accompagnent de prières spécifiques envers le nourrisson; cependant pour la première étape, la cérémonie veut qu'un peu d'or avec du beurre et du miel soient ingérés par l'enfant. Un don au temple et une cérémonie autour du feu peuvent également marquer ce rite.